# Aneflomorpha unispinosa
Aneflomorpha unispinosa là một loài bọ cánh cứng trong họ Cerambycidae.